# Ogwashi Uku
Ogwashi Uku – miasto w Nigerii, w stanie Delta. Według danych szacunkowych na rok 2009 liczy 132 253 mieszkańców.

## Galeria

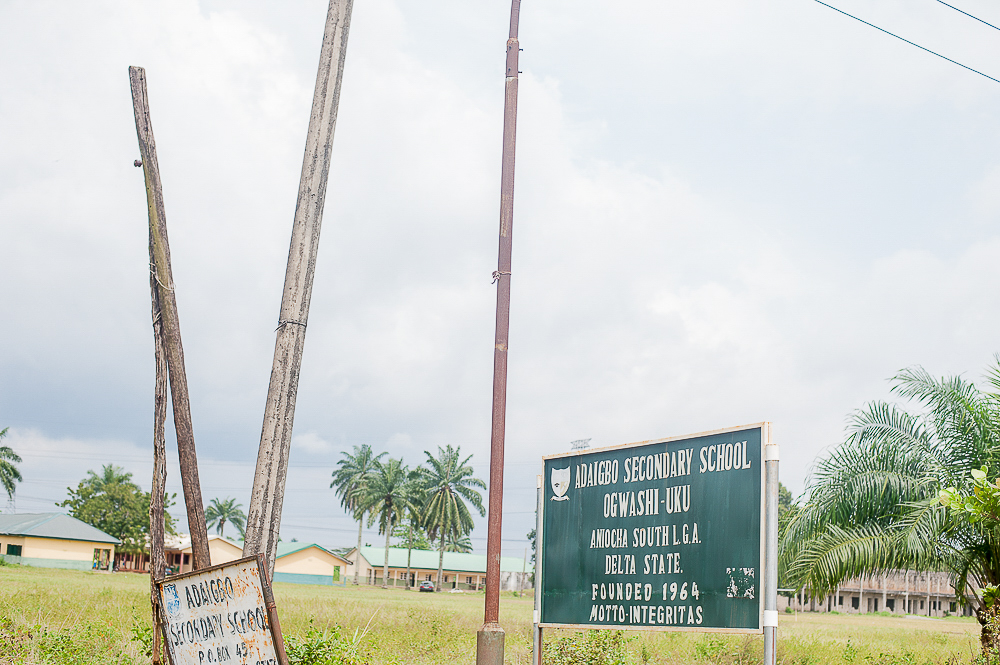
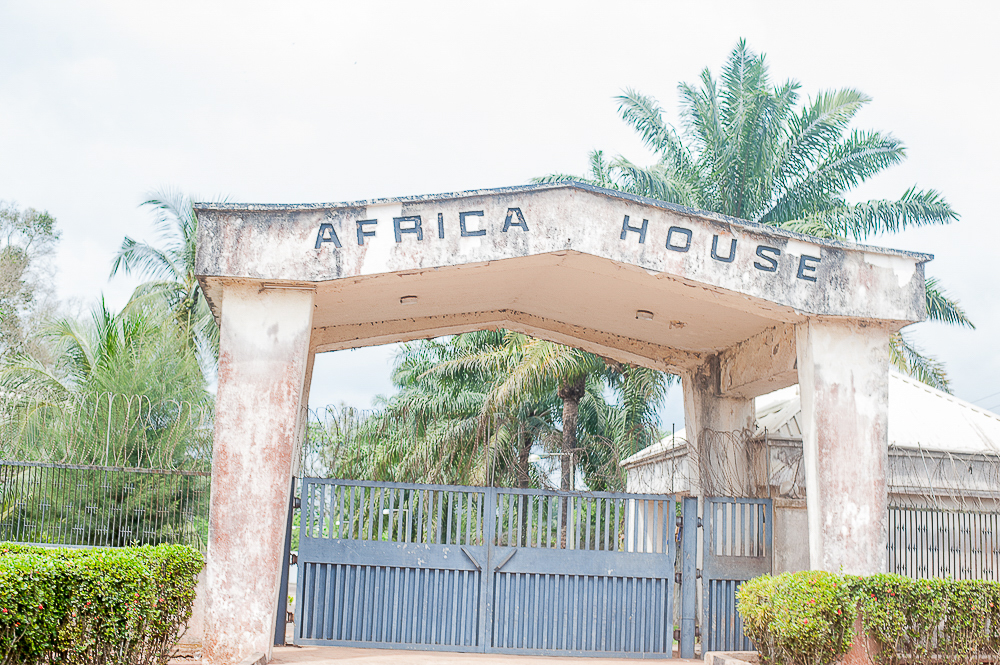
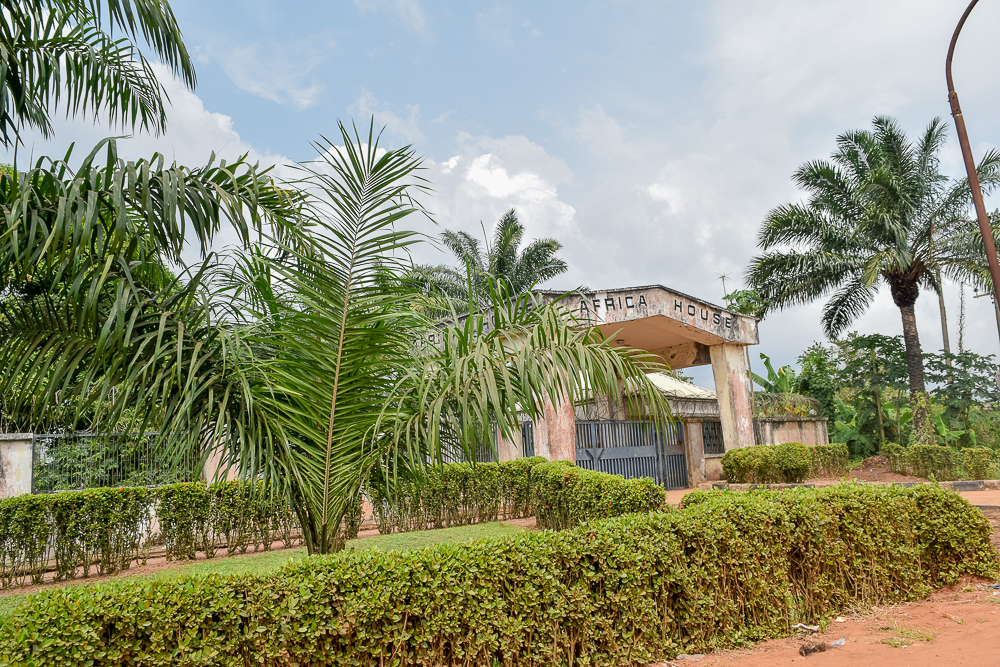
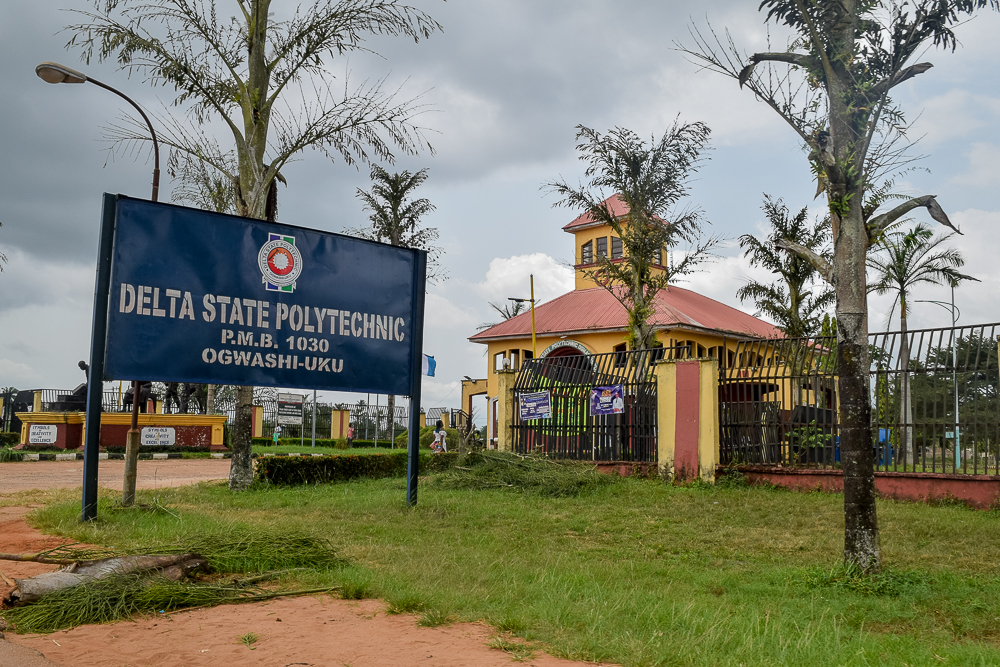
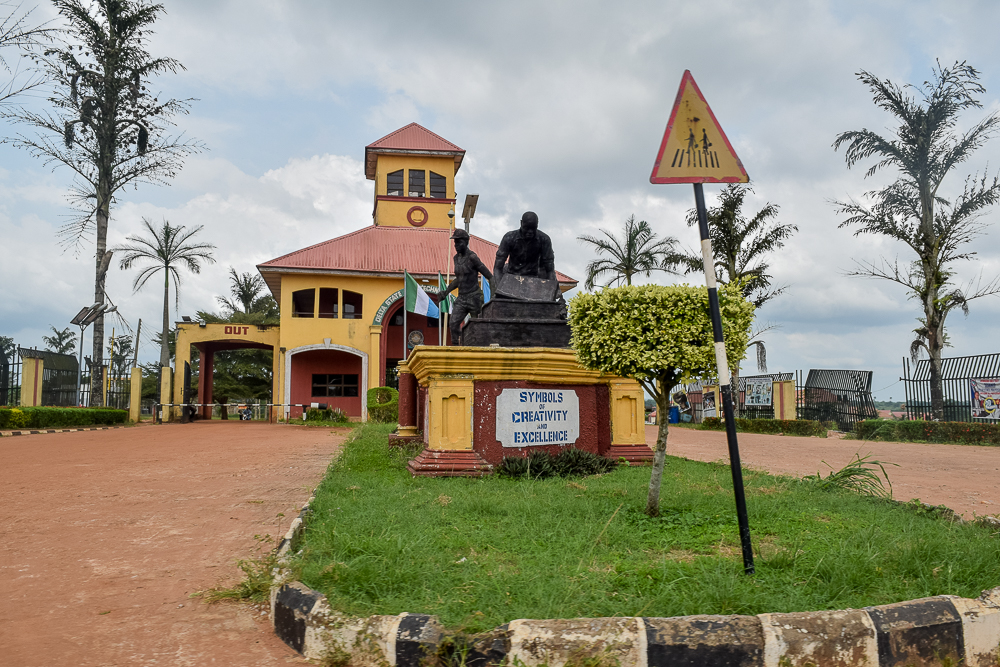
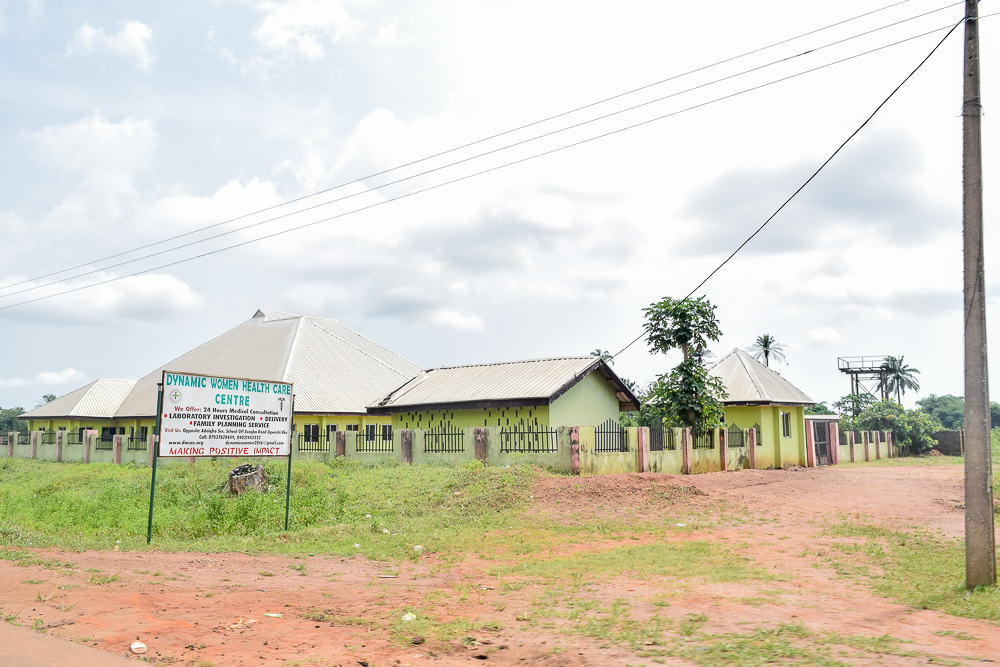
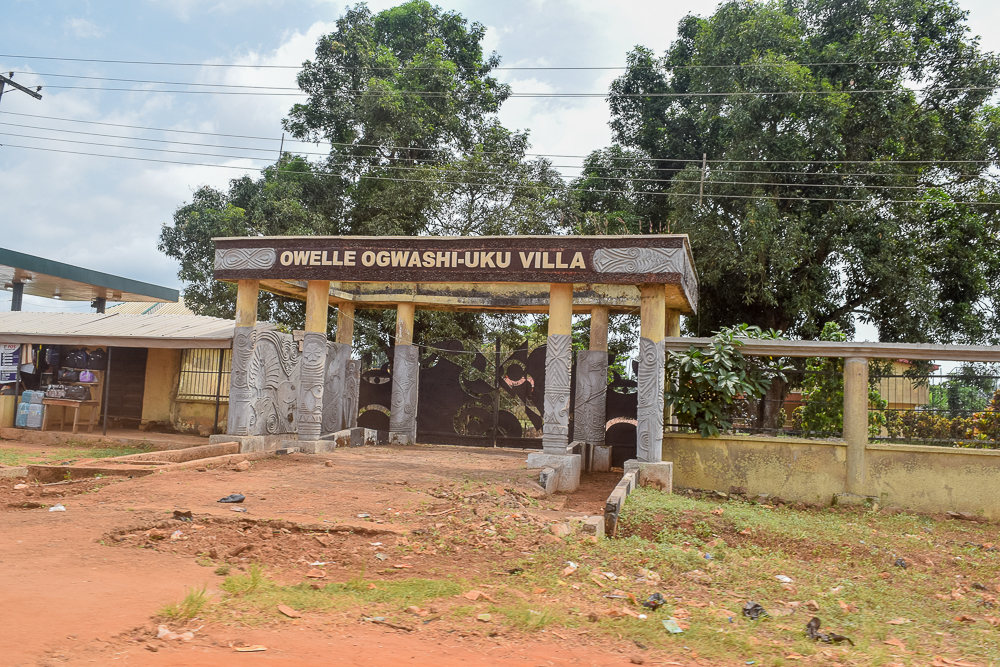
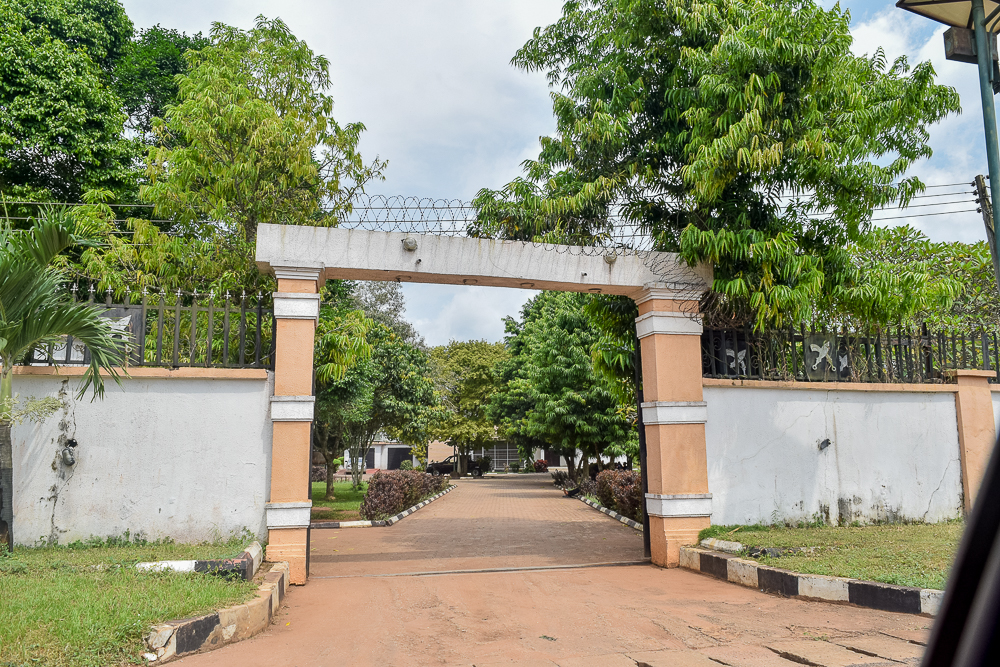
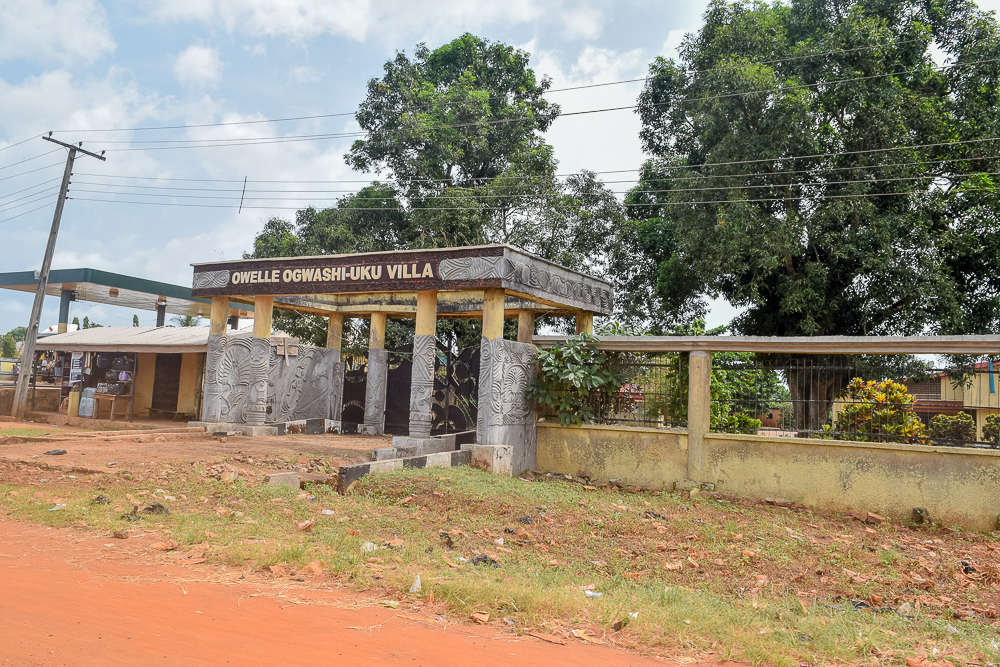